# Stakholz

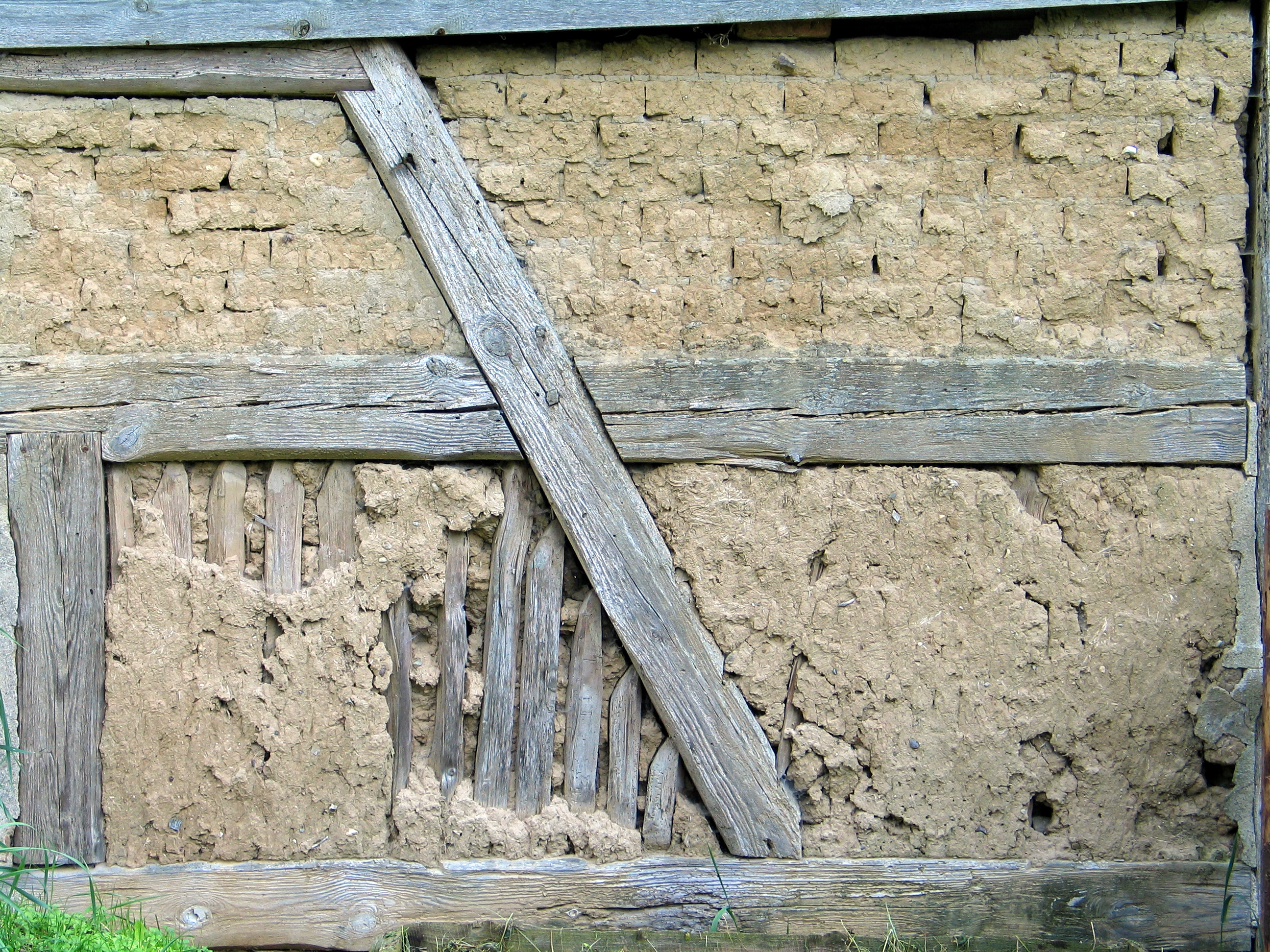
Durch Verwitterung freigelegte Staken bei einem Fachwerk-Lehmgefach

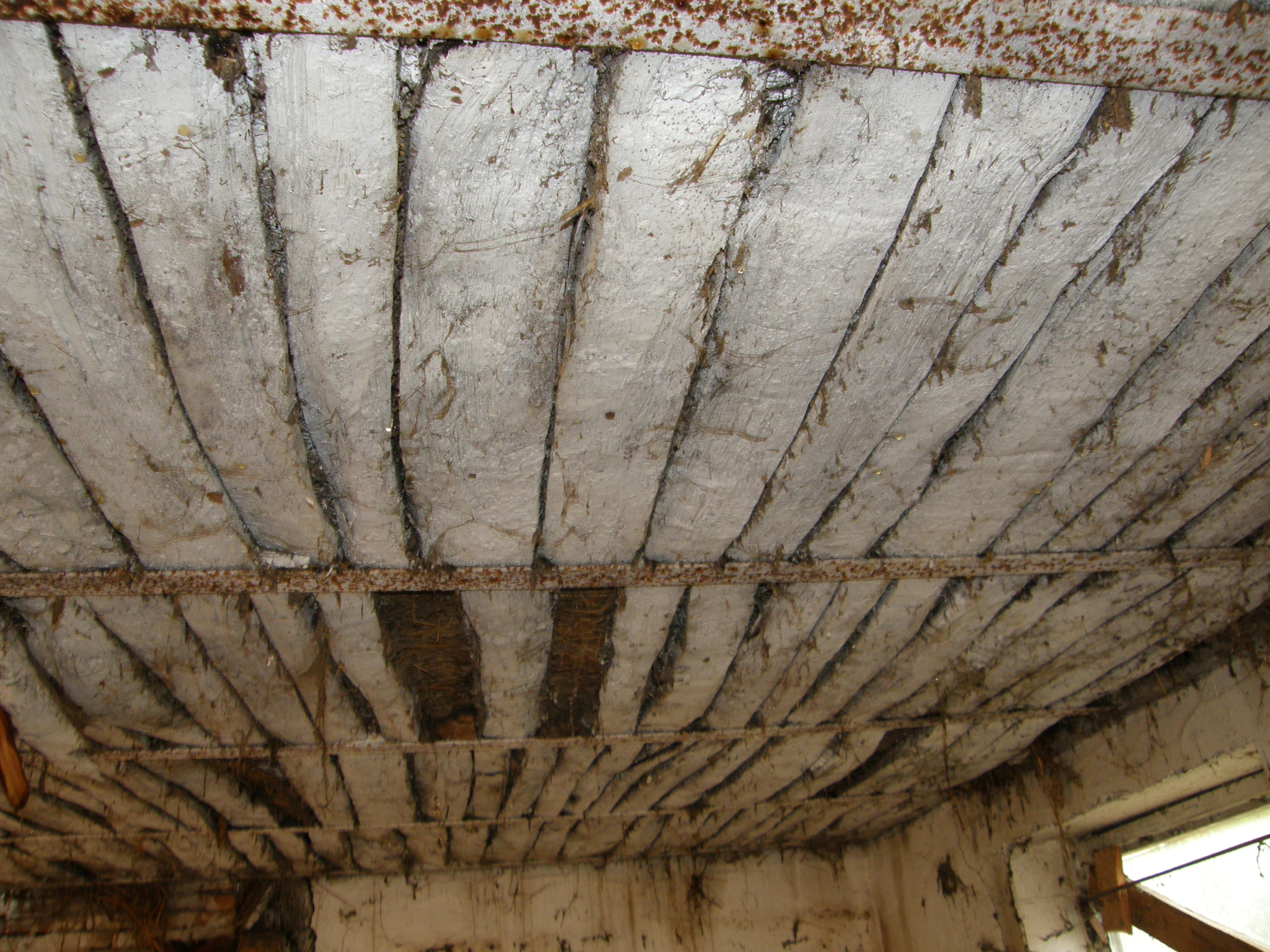
Stakendecke eines alten Kuhstalls, zwischen Doppel-T-Eisenträgern

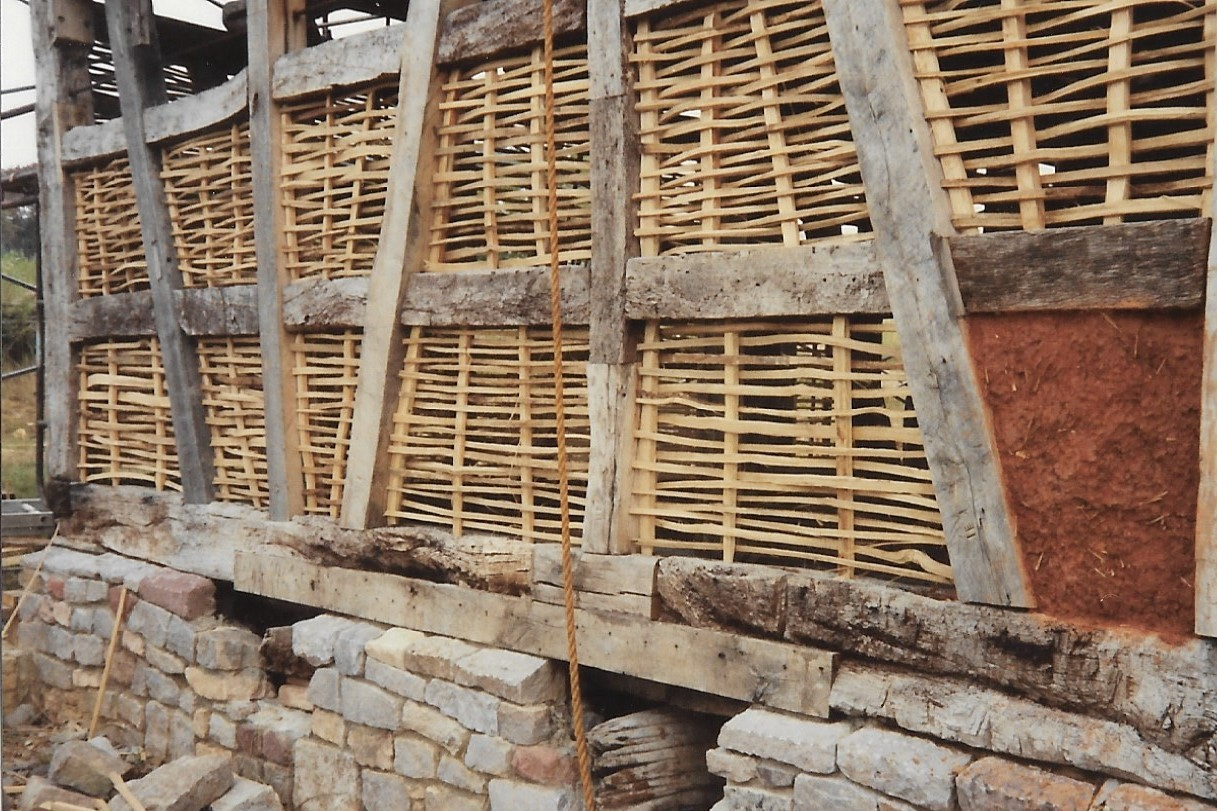
Neuausfachung mit Staken, Geflecht., vor dem Lehmbewurf

Stakholz (auch Stake, Stakung, Stakete oder Stückholz) bezeichnet im Bauwesen ein etwa armlanges Stück gespaltenes Holz von rundem, rechteckigem oder dreieckigem Querschnitt.

## Verwendung
Staken werden häufig als Trägermaterial in Holzbalkendecken und in Gefachen verwendet, selten auch zur früheren Wärmedämmung im Dach zwischen den Sparren. Sie werden in Kerben gesteckt oder in Nuten geschoben, die zuvor in die Seitenflächen der Holzbalken mittig oder bis 10 cm von der Oberkante eingeschlagen wurden.
Noch bis ins späte 19. Jahrhundert war es üblich, Stakhölzer in Stränge aus einer Lehm-Stroh-Mischung zu wickeln, bevor sie als Lehmwickel in die Holzbalkendecke oder in das Gefach einer Fachwerkwand eingebracht wurden.
Nach dem Glätten der Oberfläche der Lehmwickel unter Zugabe von Lehmputz erhielt man eine massive und relativ luft- und schalldichte Ebene. Alternativ wurde das Stroh-Lehm-Gemisch auch erst nach dem Einschieben der Stakhölzer aufgebracht.
Noch älter ist die Methode zur Herstellung von Flechtwerkwänden, bei welcher die Stakhölzer in etwas größerem Abstand eingebracht, mit Weidenruten umflochten und zuletzt mit einer Lehmmischung beworfen wurden, um das Gefach dann glattzuputzen.
Bei der Restaurierung von Fachwerkhäusern werden Stakhölzer auch heute noch in Holzbalkendecken und Lehmgefachen eingesetzt.